# Баров, Иван Семёнович
Иван Семёнович Баров (2 августа 1913, Коломно, Тверской округ — 15 октября 1992, Москва) — помощник командира саперного взвода 342-го отдельного саперного батальона, сержант.

## Биография
Окончил 3 класса. Работал каменщиком на объектах Метростроя в городе Москве.
В Красной Армии с 1941 года. В боях Великой Отечественной войны с лета 1942 года. Боевой путь начал на Калининском фронте в составе 306-й стрелковой дивизии, стал сапёром. Участвовал в освобождении Великолукской и Смоленской областей, Белоруссии. Был награждён орденом Красной Звезды.
В ходе наступления 306-я стрелковая дивизия вышла к деревне Курятники, встретив упорное сопротивление противника, вынуждена была перейти к обороне. Только с конца марта по май 1944 года сержант Баров десять раз участвовал в разведывательных поисках. Вступил в ВКП(б)/КПСС. 26 марта 1944 года обеспечивая проход разведгруппы, проделал проходы в минном поле, способствовал захвату «языка» и доставил его в штаб части.
Приказом от 26 марта 1944 года сержант Баров Иван Семёнович награждён орденом Славы 3-й степени.
23 мая 1944 года в районе все той же деревни Курятники, командуя отделением саперного батальона, сержант Баров провел инженерную разведку в тылу врага, нарушил линию связи, захватил «языка». Вынес с поля раненого товарища.
Приказом от 16 июня 1944 года сержант Баров Иван Семёнович награждён орденом Славы 2-й степени.
23 июня началось наступление, в ходе которого войска 1-го Прибалтийского фронта продвинулись далеко на запад и к середине августа закрепились на достигнутом рубеже в районе города Бауска. Противники сосредоточили в городе Бауска сильную танковую группировку и изготовились нанести удар по советским войскам
19 августа 1944 года сержант Баров со своими саперами заминировал мост через реку Мужа, южнее города Бауска. Под огнём противника бойцы установили на опорах три заряда, по двести килограммов каждый. Сами же укрылись в окопе вблизи моста. Противники, прежде чем перейти в атаку, провели сильный огневой налет по восточному берегу. Сержант Баров от разрыва вражеского снаряда был контужен, но остался в строю и продолжал выполнять поставленную задачу. При подходе вражеских танков к мосту подорвал его. Контрудар вражеской группировки был сорван.
Указом Президиума Верховного Совета СССР от 24 марта 1945 года за мужество, отвагу и героизм сержант Баров Иван Семёнович награждён орденом Славы 1-й степени, став полным кавалером ордена.
В ходе последующих наступательных боев сержант Баров со своим отделением строил переправы, восстанавливал под огнём разрушенные гитлеровцами мосты, разминировал города и села в Латвии и Литве, участвовал в разгроме немецко-вражеских войск в Восточной Пруссии. За отвагу и мужество в этих завершающих боях он был награждён орденом Отечественной войны II степени.
День Победы сапёр встретил на побережье Балтики, в городе Мемель.
За время войны обезвредил более двух тысяч мин, форсировал тринадцать рек, десятки раз ходил с разведчиками в тыл врага, дважды был ранен, три раза из окружения с боями пробивался к своим. В 1945 году был демобилизован.
Жил в Москве. Работал в карьероуправлении Главного управления горнорудной промышленности при Мосгорисполкоме, проходчиком на Метрострое. Скончался 15 октября 1992 года. Похоронен в городе Иловайск Донецкой области.
Награждён орденами Отечественной войны I и II степеней, орденом Красной Звезды, медалями.